# Jean-Marc Bosman
Jean-Marc Bosman (Liège, 30 de outubro de 1964) é um ex-futebolista belga que atuava como meio-campista.
Jogou a maior parte de sua carreira no Standard de Liège, pelo qual estreou profissionalmente em 1983. Porém, seria durante a passagem dele pelo RFC Liège, que durou entre 1988 e 1990, que ele protagonizou um caso que mudaria o rumo das transferências do futebol, o Caso Bosman.

## A recusa em renovar o contrato
Em 1990, último ano de seu contrato com o RFC Liège, Bosman recebe uma proposta de renovação, porém ele a recusa, uma vez que não aceitava os 75% de redução salarial que estavam inclusos no vínculo. Pela atitude, é listado para transferência, com uma cláusula de indenização de 11.743.000 francos belgas (4,8 milhões de euros). O jogador manifesta interesse em defender o Dunkerque, que jogava a Segunda Divisão francesa, entretanto o RFC pediu 600 mil francos (800 mil dólares) para liberar o meio-campista, quantidade que o clube francês não possuía. Inconformado, Bosman recusava-se a continuar defendendo a equipe de sua cidade natal, e tem o contrato rescindido. Em agosto, o atleta move uma ação contra a agremiação.
A briga judicial entre o jogador e o RFC (que envolveu ainda a Federação Belga de Futebol e a UEFA) estendeu-se por 5 anos, quando em 1995 o Tribunal de Justiça da União Europeia deu ganho de causa a Bosman, que na época defendia o Visé, onde encerrou a carreira no ano seguinte, depois de passagens por Olympique Saint-Quentin, Saint-Denis e Olympic Charleroi.

## Polêmicas
Logo após deixar os gramados, Bosman entrou em depressão e chegou a afundar-se no alcoolismo, vivendo em situação de miséria, segundo o jornal inglês The Sun.
Em abril de 2013, o ex-jogador foi sentenciado a 1 ano de prisão por tentativa de agressão contra sua namorada e sua filha. Ele já havia sido preso outras vezes por violência doméstica e abuso de álcool.

## Ligações Externas
- FamousBelgians.net: Jean-Marc Bosman
- Uefa.com abridged interview: 2005 Interview with Jean-Marc Bosman
- BosmanRuling.co.uk[ligação inativa]